# 라우코 소작쟁의
라우코 소작쟁의(핀란드어: Laukon torpparilakko 라우콘 토르파릴라코[*])는 1907년 핀란드 대공국 피르칸마의 베실라흐티 및 토티얘르비의 라우코 장원의 소작농들이 일으킨 소작쟁의다. 1905년 총파업으로 획득한 1906년 의회개혁 이후 초대 의회를 선출하는 1907년 핀란드 의회선거 직전에 벌어졌기에 핀란드 전국적으로 큰 관심의 대상이 되었다.

## 배경
1900년대 들어서 라우코 장원은 헤르만 스탄데르쇨드노르덴스탐 남작이 소유하고 있었다. 헤르만 남작은 이 땅과 대저택을 1885년 부친 칼 아우구스트 스탄데르쇨드 남작에게 상속받았다. 라우코 장원은 베실라흐티와 토티얘르비에 150여개의 농장을 소유하고 있었고, 각 농장의 크기는 최저 1 헥타르에서 최대 35 헥타르, 평균 8.5 헥타르였다.
라우코 농장들에서 소작을 부치는 소작농들의 차지계약은 모두 구두로만 이루어져 있었는데, 지주인 남작에게 연간 내야 하는 소작료는 예를 들어 다음과 같았다(라우코 장원에 속한 무로 농장 한 곳의 예시).
- 호밀 5 헥토리터
- 현금 38 마르카
- 달걀 20 알
- 월귤 5 리터
- 건초 30 더미
- 일일 194일

이것들 중 가장 큰 비중을 차지한 것은 일종의 역역인 일일(핀란드어: taksvärkki 탁스배르키[*], 영어: daywork)이었다. 일일은 소작인 또는 소작인 소유의 우마가 장원에 가서 지주에게 노동을 해주어야 하는, 몸으로 때우는 소작료였다. 여기에는 심지어 장원의 도로를 유지보수하는 것 따위도 포함되었다. 또한 핀란드에는 농노제가 없었기 때문에 이들 소작인들은 모두 법적으로는 자유인이라, 지주에게 내는 소작료와 별도로 국가와 교회에 지방세와 십일조를 내야 했다.

## 소작농들의 고충
소작료들 중 가장 부담이 무거운 것은 일일이었는데, 대부분의 소작농들이 지주의 장원에서 제법 멀리 떨어진 곳에 산다는 것이 원인 중 하나였다. 소작농들의 농장은 토티얘르비 쪽에 더 많았는데, 그전까지는 비교적 가까운 토티얘르비에서 일일을 했으나 라우코로 옮겨가면서 부담이 더 커졌다. 한편 장원에서 소유한 말들의 마력을 소작농들이 제공해야 하는 노동력의 기준으로 사용하는 것도 문제였다. 장원 소유의 말들은 당연히 잘 먹이고 잘 관리해서 힘이 좋았고, 소작농들의 말들이 그 말들과 같은 양의 일을 하기 위해서는 더 많은 시간이 소요되는 것이었다. 일일을 하러 간 소작농들과 그들의 말들은 일일꾼용 오두막과 마구간에서 머물렀는데, 그 환경이 열악하고 불결했다.
차지계약이 구두로만 이루어져 있는 것이라, 언제든지 구두로 파기될 수 있었기 때문에 소작농들은 언제나 일방적으로 계약을 파기당하고 퇴거당할 위협에 놓여 있었다. 그래서 생활의 안전을 도모할 수도 없었고 미래의 장기적 계획을 갖는 것은 생각도 할 수 없었다. 온갖 사소한 일로 꼬투리를 잡아 퇴거를 시킬 수 있었는데, 예컨대 1902년에는 소작농 두 명이 그들의 소들이 울타리를 부수고 지주의 사유림으로 들어갔다는 이유로 퇴거당했다. 같은 해, 또다른 소작농 한 명은 병이 나서 일일을 20일 빼먹었다고 퇴거당했다.
장원의 숲이 지주의 사유림이라는 사실도 문제의 소지가 컸다. 소작농들은 이 숲에서 나오는 목재에 손도 댈 수 없었고, 자기들이 사는 건물을 고치거나 할 수도 없었다. 벌목이 될 경우 벌목된 통나무는 각각 사용처가 정해져서 그 즉시 사용되었다. "남작님이 통나무가 굴러다니는 꼴을 못 견뎌하기 때문"이었다.
이런 구조적인 문제들에 더불어 헤르만 남작 개인의 성격이 권위적이었다는 문제도 있었다. 소작농들은 장원 정문을 지날 때면, 남작이 집에 있건 없건 여부에 관계없이 무조건 모자를 벗어 손에 들어야 했다. 심지어 남작은 핀란드어를 구사하지도 못해서 남작과 소작농들 사이의 모든 의사소통은 통역을 끼고 이루어져야 했다. 핀란드당 대변인 알프레드 오스발드 카이라모가 남작을 “완고하면서 현란하고, 외국어만 아는 비국민이며, 쓸데없이 지체만 높은 귀족 나으리”라고 원색적으로 비난할 정도였다.

## 소작쟁의 발생
1905년 총파업으로 인한 정치적 소용돌이는 라우코 장원의 농장들에도 미치게 되었다. 소작농들은 1906년 1월 시우로에 모여 토티얘르비에 소작농단체와 하인단체를 만들기로 했다. 같은 해 4월 탐페레에서 핀란드 사회민주당이 소농총회를 개최했다. 토티애르비 소작농들 중 하나였던 네스토리 텔캐가 거기 참관했다가 돌아와서 노조 조직을 하기로 했다.
1906년 5월 6일, 소작농들과 하인들은 텔캐의 농장에 모여 라우코 장원에 전달할 다음과 같은 요구사항을 작성했다
- 노동시간 규정: 여름에는 1일 10시간, 겨울에는 1일 7시간, 오전 6시에서 오후 6시까지, 식사시간은 오전 8-9시, 오후 1-2시.
- 장원 소유 말과 소작농 소유 말 사이의 차등대우 철폐
- 인간적인 대우. 모욕적으로 행동하는 마름을 노동자들이 해고할 수 있을 권리.
- 일일꾼 오두막 개보수. 옷을 빨고 말릴 방들 증축. 이것은 장원 측에서 매일 청소해줄 것을 전제로 함.
- 일일을 위해 오두막에 묵게 되는 모두에게 아마포가 깔린 철골 침대 제공.
- 소작농들의 말들을 위한 마구간 개보수 및 분리된 연장 보관용 공간 증축.

이 요구사항은 편지로 적어서 남작에게 발송되었고, 사람들은 5월 12일까지는 답변을 내놓으라고 요구했다. 하지만 예고한 기일이 되도록 답이 없자 소작농들은 5월 13일자로 파업을 시작하기로 했다. 하지만 파업을 하기 전에 헬싱키의 소농중앙위에 상담을 먼저 해 보았더니 파업은 피하라는 지령이 5월 17일에 내려왔다.
농민들은 5월 20일에 다시 모였고, 총 150여명이 텔캐를 따라 장원으로 향했다. 이 1개 소대 규모의 농민들이 남작을 조우한 자리에서 농민들 측의 대변인으로서 빌레 레스키넨이 요구사항이 받아들여지지 않으면 정말 파업을 할 것이라고 최후통첩을 했다. 남작은 통역을 거쳐서 떼를 지어 몰려온 것들, 특히 외부세력과는 할 말이 없다고 했고, 농민들을 장원의 평화를 해치는 범죄자들이라고 욕했다. 농민들 사이에서 야유가 터져나왔고, 주먹다짐이 벌어진 끝에 농민들은 장원을 떠났다.
파업은 5월 21일부터 시작되었다. 파업 당시 라우코와 토티얘르비에는 115개의 농가가 있었는데, 파업에 참여하지 않은 집은 4가구 뿐이었다. 파업 참여자들은 우선 장원의 일일꾼 오두막에 파수꾼을 세웠는데, 5월 23일 해멘린나 주지사가 보낸 경찰리들이 파수꾼들을 쫓아냈다. 남작은 사민당 소농중앙위에서 나온 대변인들과 대화를 거부하면서, 자신은 오로지 일터로 돌아올 일꾼들하고만 대화할 것이라고 버텼다.
1906년 7월 19일, 라흐티에서 에이노 뉘쇨래 등 파업 농민들 편의 변호사들이 왔다. 지방재판소는 파업 주동자들은 구속, 참여자들은 모조리 퇴거라는 판결을 내렸다. 항소심에서도 이 판결이 유지되었다. 뉘쇨래는 그래도 남작과 교섭을 시도했지만, 남작은 일체의 교섭을 거부했다.

## 소작농 퇴거
재판에서 승소가 확정된 뒤에도 남작은 파업에 참여한 농민들을 퇴거시키기를 서두르지 않았는데, 농민들이 제풀에 굴복할 것이라 여겼기 때문이다. 이 시점에서 35가구가 굴복하고 일터로 돌아갔다. 그리고 1906년 가을부터 강제 퇴거가 집행되기 시작했고, 최초의 폭력 충돌은 1906년 11월 발생했다.
그리고 성탄-새해 연휴 동안 자발 퇴거 유예를 주었다가, 그 유예가 끝난 1907년 1월 14일에서 1월 19일 사이에 마침내 첫 번째 대규모 퇴거 집행이 이루어졌다. 이 엿새 동안 19가구가 퇴거당했다. 해멘린나 경찰력 뿐 아니라 헬싱키에서 파견온 기마경찰까지 합세했는데, 특히 기마경찰의 활동이 분노를 불러일으켰다. 퇴거를 집행하면서 경찰들은 퇴거당한 농민들이 다시 돌아올 수 없도록 농가의 아궁이와 창문을 다 부숴 버렸다. 한편 1907년 의회선거가 다가오고 있었기 때문에 언론에서 이 사태를 주의깊게 지켜보게 되었다. 1월 20일에는 헬싱키의 도시 노동자들이 철도광장에서 농민들을 응원하는 시위를 했다.
1907년 4월에서 5월에 걸쳐 자소작농 71가구, 완전소작농 5가구, 언덕거주자 2가구가 퇴거되었다. 이로써 집과 생활터전을 잃은 사람의 수는 500여 명이 되었다. 그 중 노인이나 정말 사정이 더 나빠질 수 없는 이들에게는 남작이 임시 거처를 마련해 주었다.
베실라흐티와 토티얘르비의 지역 당국은 원로원에 라우코 장원을 매입해서 유상분배를 하자고 제안했다. 하지만 원로원은 그것이 파업의 승리로 해석될 것을 저어하여 기각했다. 그러자 농민들의 퇴거는 계속되었다. 원로원은 중재를 해 보려고 했지만 남작은 막무가내로 협조를 거부했다.
핀란드 전역과 미국으로 이주한 핀인들 사이에서 퇴거를 당한 농민들을 위한 기금 마련이 시도되기도 했다. 이들 퇴거 농민들의 가장 큰 문제는 주거지의 부재였다. 그들 중 대부분이 1907년 여름을 숲속에서 노숙하거나 박살난 옛 집에 붙은 마구간이나 헛간에서 지내야 했다. 가을이 되자 국가에서 투술라와 우랼라의 남는 병영을 임시거처로 주선해 주었고, 일부는 그리로 옮겨갔다. 하지만 대다수는 살던 동네에 그냥 계속 머무르거나, 옆동네 노키아로 일자리를 찾아 떠났다.

## 결과
이렇게 퇴거당한 농민들과, 그들이 퇴거된 뒤 새로 들어온 농민들 사이에는 쓰라린 적개심이 생겼다. 그래서 토티얘르비에는 별도의 백위대가 조직되기도 했는데, 상당히 특이한 경우였다. 핀란드 내전이 일어나자, 이때의 일을 잊지 않고 있던 적위대는 라우코 장원을 돌 위에 돌 하나 남기지 않고 깡끄리 파괴해 버렸다. 지금 남아있는 라우코 장원 건물은 1929년 스탄데르쇨드노르덴스탐 남작가에게서 장원을 구매한 라파엘 하를라가 새로 지은 것이다.
라우코 소작쟁의에서 벌어진 강제퇴거는 이후 입법활동에도 영향을 미쳤는데, 우선 1909년 차지규제에서 최소 차지기간을 50년으로 규정했고, 그 뒤 1918년 소농해방법과 1922년 칼리오법에서는 아예 대지주 소작제도를 해체하려 시도하게 된다.

## 참고 자료
- Arajärvi, Kirsti: Vesilahden historia, 1950, s. 613–623.
- Valkama, Minna: Vesilahden torppariajan historiaa